# آلن گان
آلن گان (انگلیسی: Allan Gunn; ۲۳ نوامبر ۱۹۴۳ – ۱ ژانویهٔ ۲۰۰۴) داور فوتبال، و بازیکن فوتبال بود.
از باشگاه‌هایی که در آن بازی کرده‌است می‌توان به باشگاه فوتبال وایت‌هاوک اشاره کرد.